# جاستين كيرك
جاستين كيرك (بالإنجليزية: Justin Kirk)‏ هو ممثل أمريكي، ولد في 28 مايو 1969 بسايلم في الولايات المتحدة. بدأ مشواره المهني سنة 1995.

## أعمال

### مسلسلات
- أميريكان داد!
- الطاغية
- مودرن فاميلي
- ويدز

## وصلات خارجية
- جاستين كيرك على موقع IMDb (الإنجليزية)
- جاستين كيرك على موقع روتن توميتوز (الإنجليزية)
- جاستين كيرك على موقع ألو سيني (الفرنسية)
- جاستين كيرك على موقع أول موفي (الإنجليزية)
- جاستين كيرك على موقع قاعدة بيانات برودواي على الإنترنت (الإنجليزية)
- جاستين كيرك على موقع قاعدة بيانات الأفلام السويدية (السويدية)
- جاستين كيرك على موقع إن إن دي بي (الإنجليزية)
- جاستين كيرك على موقع قاعدة بيانات الفيلم (الإنجليزية)
- جاستين كيرك على موقع كينوبويسك (الروسية)